# Neil Mortensen

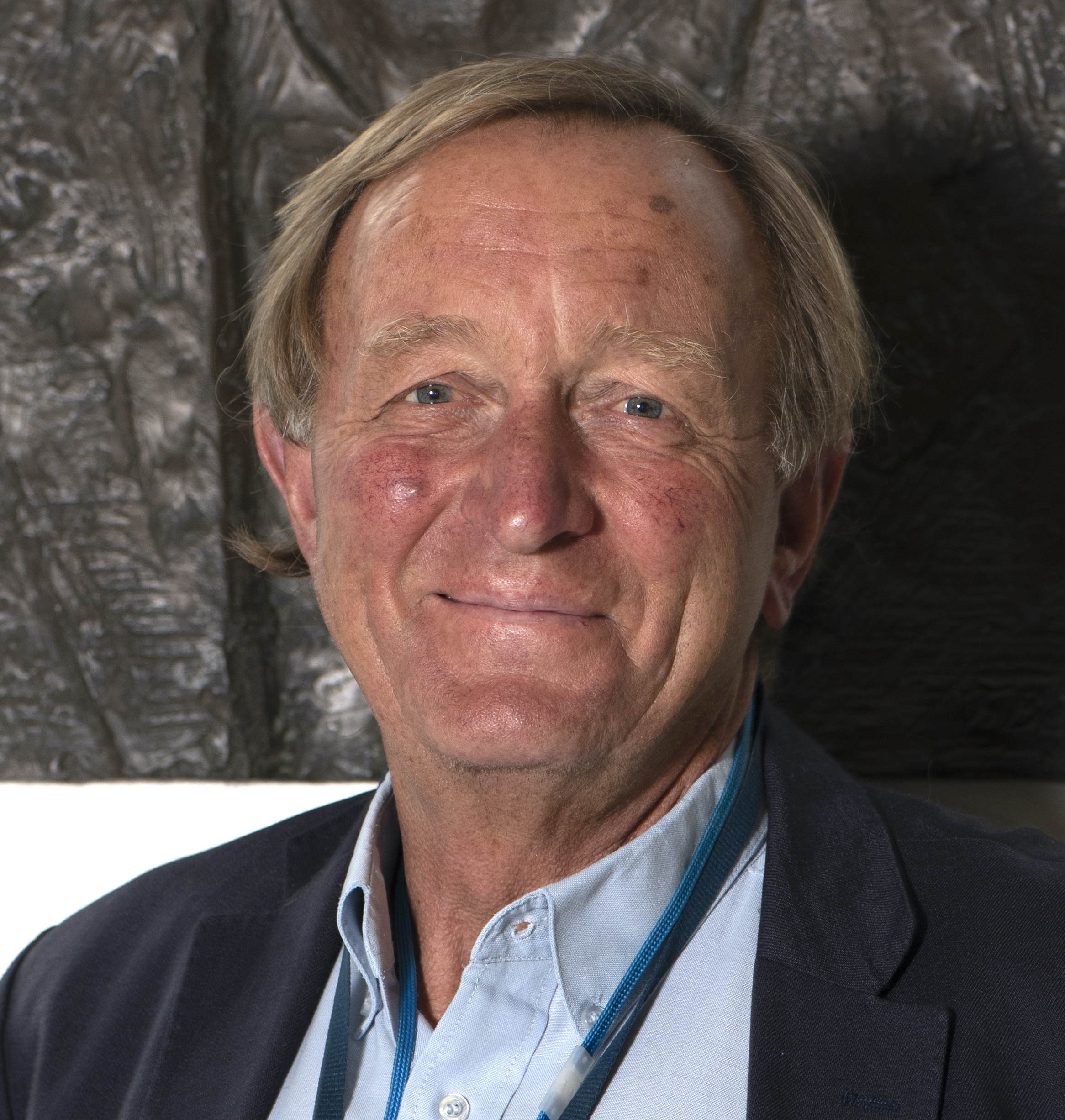
Professor Neil Mortensen.

Neil Mortensen, FRCS, é professor de cirurgia colorretal na University of Oxford Medical School. Em 2020, ele foi nomeado presidente da Faculdade Real de Cirurgiões da Inglaterra.